# Barrio Tercero, delstaten Mexiko
Barrio Tercero är en ort i kommunen Morelos i delstaten Mexiko i Mexiko. Samhället hade 886 invånare vid folkräkningen år 2020.